# Dollar bahaméen
Pour les articles homonymes, voir BSD.
Le dollar bahaméen ou dollar des Bahamas (code ISO : BSD), normalement abrégé par le signe $ ou B$ (pour le distinguer des autres types de dollar), est la devise monétaire utilisée par les Bahamas depuis 1966. Il se divise en 100 cents.

## Comparaison avec le dollar américain
Le dollar bahaméen possède un régime de change fixe et a la même valeur que le dollar américain. Pour maintenir cette parité, la Banque centrale des Bahamas maintient un certain contrôle sur la devise. La parité permet également d'utiliser indépendamment le dollar américain ou bahaméen dans les différents commerces de ce pays, ce qui offre une plus grande flexibilité aux touristes américains.

## Historique
En 1966, le dollar a remplacé la livre bahaméenne (en) avec un taux de change de 1 dollar pour 7 shillings, conformément à la valeur du dollar américain de l'époque. Ceci pourrait expliquer la présence d'une pièce atypique de 15 cents dans cette monnaie.

## Pièces

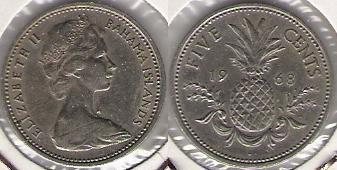
Pièce de 5 cents de 1968. Au recto figure la reine Élisabeth II. Au verso figure un ananas.

Les pièces de monnaie introduites en 1966 étaient celles de 1, 5, 10, 15, 25, 50 cents et de 1 dollar. La pièce de un cent était construite d'un mélange de nickel et de laiton, les pièces de 5, 10 et 15 cents, en cupronickel, le 25 cents en nickel, le 50 cents et le 1 dollar en argent. Les pièces de 10 cents avaient une forme semblable à un coquillage alors que les pièces de 15 cents étaient carrées. La mise en circulation des pièces en argent cessa après 1966. La pièce de 1 cent fut construite en bronze à partir de 1970, remplacé par le laiton en 1974 et par du zinc plaqué de cuivre en 1985. En 1989, des pièces de 50 cents et de 1 dollar en cupronickel furent mises en circulation.
Les pièces actuelles de 1, 5 et 25 cents sont à peu près de la même taille que leur équivalent américain, bien que de compositions différentes. La pièce de 15 cents est toujours produite par la banque centrale, mais n'est plus beaucoup utilisée.
Toutes les pièces affichent les armoiries des Bahamas d'un côté avec les mots Commonwealth of The Bahamas et la date de production. L'endos des pièces présente des œuvres représentant la culture bahaméenne ainsi que la valeur de la devise écrite en mots. La pièce de 1 cent présente une étoile de mer, celle de 5 cents, un ananas, celle de 10 cents, deux Albula vulpes, celle de 15 cents, un hibiscus et celle de 25 cents, un sloop traditionnel.

## Billets
En 1966, le gouvernement a introduit des billets de 1/2, 1, 3, 5, 10, 20, 50 et 100 dollars. En 1974, la Banque centrale des Bahamas prit en charge la production des billets de banque. Son premier tirage ne comprenait pas les billets de 1/2 et de 3 dollars. Ces derniers ont été réintroduits en 1984.
L'apparence du dollar a été révisée à plusieurs reprises au cours des vingt dernières années. L'une des représentations les plus notables concerne un design très coloré lors des célébrations entourant le cinq centième anniversaire de l'arrivée de Christophe Colomb sur l'île bahaméenne qu'il a nommée San Salvador.
Contrairement à l'euro, tous les billets bahaméens ont la même taille, comme les billets américains.
Jusqu'à il y a quelques années[Quand ?], tous les billets affichaient un portrait de la reine Élisabeth II. Peu à peu, celui-ci a été remplacé par des portraits de personnalités politiques bahaméennes décédées. Cette tendance semble se résorber avec le retour du portrait de la reine sur les billets de 10 $.
Le billet de 1/2 dollar affiche un portrait de la reine plus âgée d'un côté et une photo de la sœur Sarah au marché. Le billet de 1 dollar montre Lynden Pindling d'un côté et une œuvre représentant la police royale bahaméenne de l'autre. Le billet de 3 dollars montre une jeune reine Élisabeth II d'un côté et une régate locale de l'autre. Le billet de 5 dollars montre Cecil Wallace Whitfield d'un côté et une parade de type Junkanoo de l'autre. Le billet de 10 dollars présente un portrait de la reine plus âgée d'un côté et Hope Town de l'autre. Les billets de 20, 50 et 100 dollars présentent respectivement les portraits de Milo Butler, Roland Symonette et d'une reine Élisabeth II plus âgée d'un côté, et un Marlin bleu, symbole national des Bahamas, de l'autre.